# متلازمة بود كياري
متلازمة بود كياري أو بود شياري (بالإنجليزية: budd chiary Syndrome) هي حالة نادرة تصيب 1 من كل مليون من البالغين. تتمثّل بإنسداد الأوردة فوق الكبدية وتتميز بالثلاثي العَرَضي
1. ضخامة كبدية
2. ألم بطني
3. استسقاء بطني

## الحالات المؤهبة لمتلازمة بود كياري
- الحالات المؤهبة لانسداد ميكانيكي: انضغاط خارجي للأوعية بورم كبدي مثلاً ,انسداد غشائي للأجوف السفلي
- الحالات المؤهبة للخثار: أمراض النقي التكاثرية ,طفرة العامل الخامس ,الحمل ,داء بهجت

## المظاهر السريرية

### الشكل الحاد
ألم بطني وإقياء وضخامة كبدية شديدة ممضة ويرقان ينتهي بقصور الكبد والوفاة

### الشكل المزمن
وهو الشكل الشائع ,أعراضه خفية ولا يلاحظه المرضى إلا بمرحلة متقدمة عندما يصل لمرحلة التشمع
,يتظاهر بألم في المراق الأيمن وضخامة كبدية ممضة وحبن ,تستمر الأعراض لمدة شهر حتى 6 أشهر

### الشكل اللاعَرَضي
نادر جداً ويكشف صدفة

## الفحوص المخبرية
له فحوص متعددة لكنها غير نوعية
1. عيار البيليروبين
2. الفوسفاتاز القلوية
3. عيار البومين المصل وممال الألبومين
4. ناقلات الأمين
5. زمن البروترومبين

## الاستقصاءات المتممة
- خزعة الكبد
- الإيكو
- التصوير الطبقي المحوري

## المعالجة
- بمعالجة المرض المسبب
- مميعات الدم عند وجود خثار
- فصادة

### المعالجة بالتوسيع بالبالون
ندخل بوساطة القثطار بعد توجيه الصورة الظليلة لمكان الخثرة أو التضيق ونجري توسيع الوعاء المسدود

### المعالجة بإجراء تحويلة وعائية
عملية جراحية تقوم بوضع وصلة وعائية بين وريد الباب والوريد الأجوف السفلي .

## روابط خارجية
- Budd-Chiari Syndrome على الطبعة المحلية من دليل ميرك للتشخيص والعلاج [الإنجليزية]‏